# Myriam Lignot
Myriam Lignot, född den 9 juli 1975 i Laon, Frankrike, är en fransk före detta konstsimmare.
Hon tog OS-brons i duett i konstsim i samband med de olympiska konstsimstävlingarna 2000 i Sydney.